# João Pinto Pires
João Pinto Dias Pires ComMI (Faro, 1 de Janeiro de 1925 - 21 de Dezembro de 2020), foi um político e empresário português.

## Biografia

### Nascimento e formação
Nasceu em 1 de Janeiro de 1925, na cidade de Faro. Depois de ter frequentado o liceu, foi para Coimbra para estudar em engenharia civil, mas não chegou a concluir os estudos porque foi apoiar o pai no negócio da produção de vinhos.

### Carreira profissional e política
Exerceu como empresário em diversas áreas, incluindo nas bebidas, na banca, na imobiliária e na construção civil, tendo sido responsável por muitas obras de vulto, como a a Praça de Alhambra e a Praça dos Poetas. Também foi dirigente desportivo, sendo presidente do Sporting Clube Farense entre 1969 e 1972, tendo sido durante o seu mandato que o clube subiu pela primeira vez à primeira divisão, em 1970. Era o sócio n.º 1 tanto do Farense como do Faro e Benfica.
Foi vice-presidente na Câmara Municipal de Faro, durante o mandato do Major João Vieira Branco, tendo uma das suas principais obras sido a iluminação do Estádio de São Luís, em cooperação com a Federação Portuguesa de Futebol.
Distinguiu-se igualmente como artista, tendo sido um actor amador e um declamador. Nos princípios da Década de 1960 recebeu um prémio de interpretação teatral, pela sua interpretação do papel de Dr. Marcos Bruno, na peça O Prémio Nobel, de Ramada Curto. Foi o fundador do Teatro de Amadores de Faro e da Orquestra Típica do Algarve.
Também foi um grande benemérito nas áreas da cultura, desporto, e solidariedade social, tendo contribuído de forma decisiva para a Diocese do Algarve, na construção de vários edifícios religiosos e na organização de diversos serviços e eventos. Por exemplo, foi o principal impulsionador da construção da Igreja de Nossa Senhora de Fátima, em Almancil, e da Capela do Imaculado Coração de Maria, em Faro, inaugurada em 2000.

### Falecimento e homenagens
João Pires faleceu em 21 de Dezembro de 2020, aos 95 anos de idade, na cidade de Faro.
Na altura do seu falecimento, o presidente da assembleia geral do Farense, Cristóvão Norte, classificou João Pires como «Um empresário extraordinariamente bem-sucedido, benemérito notável em múltiplas ocasiões». O clube colocou a bandeira a meia haste, e foi homenageado durante um jogo com o Futebol Clube Paços de Ferreira.
Em 1992 foi premiado com a Medalha de Ouro da cidade de Faro. Em 8 de Junho de 2010 recebeu a comenda da Ordem de Mérito Industrial, tendo sido condecorado pelo presidente da república, Aníbal Cavaco Silva, no âmbito das festas do 10 de Junho.
Também foi condecorado pelo governo holandês, do qual João Pires foi Cônsul Honorário.